# Agapito Marazuela Albornos
Agapito Marazuela Albornos (Valverde del Majano, Segòvia, 1891 - Segòvia, 1983) va ser un folclorista, musicòleg i destacat dolçainer espanyol. Es va dedicar durant tota la seva vida a recopilar la tradició musical castellana, amenaçada d'extinció (tonades i romanços populars, melodies per a tamboril i dolçaina). Va postular l'origen amazic de la música castellana.
Als catorze anys es guanyava ja la vida com dolçainer, i aquesta va ser la seva professió durant les dues primeres dècades del segle xx. Va ser també un destacat guitarrista. En 1932 va ingressar en el PCE. Aquest mateix any va publicar una de les seves obres més importants, Cancionero de Castella la Vella. Quatre anys després, les Joventuts Socialistes Unificades li van encarregar seleccionar els grups folklòrics que actuarien a l'Olimpíada de Barcelona de 1936 (la "Olimpíada roja"). En iniciar-se la guerra civil espanyola, va escapar de Salamanca a Madrid, on va passar gairebé tot el temps que va durar la contesa. Va passar gran part de la postguerra en diferents presons com Madrid, Burgos, Ocaña i Vitòria. En 1964 va publicar la seva Cancionero segoviano. Va fundar una escola de dolçaina a Segòvia. En la seva memòria es concedeix anualment el Premi Nacional de Folklore "Agapito Marazuela".

## Discografia
- Folclore castellano. Discos Columbia, 1975.

### Obres seves
- Agapito Marazuela Albornos: Cancionero de Castilla. / Agapito Marazuela Albornos. Madrid: Diputación Provincial, Delegación Cultural, 1981, ISBN 978-84-500-5150-6.(Primera edición 1932)
- Agapito Marazuela Albornos:Cancionero de Castilla Reedición Editorial Endymion, 1997 (reedición?) ISBN 84-7731-258-3

### Obras sobre ell o la seva obra
- Fernández Cocero, Pedro: Agapito Marazuela, el último juglar castellano. Santander, 1976. ISBN 84-400-1756-1
- Manuel González Herrero: Agapito Marazuela o el despertar del alma castellana. Segovia, Diputación Provincial de Segovia, 1985. ISBN 84-505-1905-5.
- Sanz, Ignacio; Santos, Claudia de: Agapito, pito, pito: fabulación sobre la infancia de Agapito Marazuela. Ramillete de folklore infantil Ediciones de la Torre / Madrid, 1988 ISBN 978-84-86587-33-8
- Urrialde Martín, Eugenio: Apuntes sobre el maestro : libro homenaje a Agapito Marazuela. Comisión Homenaje a Agapito Marazuela El Adelantado de Segovia. 1984. ISBN 84-505-0287-X

## Curiositats
- Hi ha un documental sobre Agapito Marazuela dirigit per Miguel Velasco, 1978 titulat Agapito Marazuela y el Folklore castellano[2]